# Burden in My Hand
Singles de Soundgarden
Pretty Noose Blow Up the Outside World
"Burden in My Hand" est une chanson du groupe de rock Soundgarden. C'est la 7e piste de leur album final Down on the Upside, sorti en 1996. Elle fut sortie en single la même année et devint le hit numéro 1 au US Mainstream Rock charts pour 5 semaines.

## Clip vidéo
Le clip vidéo de la chanson met en scène les membres du groupe marchant à travers le désert. L'avion de chasse visible dans la vidéo peut correspondre au J 35 Draken. Le clip fut réalisé par Jake Scott.